# سد لوست كريك (يوتا)
سد لوست كريك هو سَد شُيدَ بين عامي 1963 و1966 من قبل مكتب الولايات المتحدة للإصلاح بارتفاع 248 قدما وطول 1078 قدما عند قمته. يستخدم السد للسيطرة على الفيضانات. السد مملوك للمكتب ويشغل بواسطة (ويبر باسين واتر) في المنطقة. تبلغ سعة السد الكلية 22510 هكتار مع مساحة سطحية تبلغ 365 هكتار. ويعتبر منطقة للاستجمام وصيد الأسماك وركوب الزوارق.